# Kitty Carlisle
Kitty Carlisle, all'anagrafe Catherine Conn (New Orleans, 3 settembre 1910 – New York, 17 aprile 2007), è stata un'attrice e cantante statunitense.

## Biografia
Esordì al Broadway theatre in diverse commedie musicali e operette. 
Nel 1933 a New York ebbe il ruolo del principe Orlofsky nella prima de Il pipistrello, con Peggy Wood al Morosco Theatre, al Shubert Theatre e al 44th Street Theatre.
Nel 1934 debuttò anche nel cinema, nel film Il mistero del varietà, e apparve successivamente nelle pellicole She Loves Me Not (1934) e Una notte all'opera (1935), quest'ultimo accanto ai fratelli Marx.
Al Metropolitan Opera House di New York nel 1966 riprese il ruolo del principe Orlofsky nell'operetta Il pipistrello, con Mary Costa e Roberta Peters, cantando il ruolo fino al 1973 in 16 recite.
Nel 1987 tornò sul grande schermo con una breve apparizione nel film Radio Days di Woody Allen, nel quale cantò il brano They're Either Too Young or Too Old. Nel 1991 venne insignita della National Medal of Arts.
Moglie del commediografo e regista teatrale Moss Hart, morì nel 2007, all'età di 96 anni.

## Filmografia

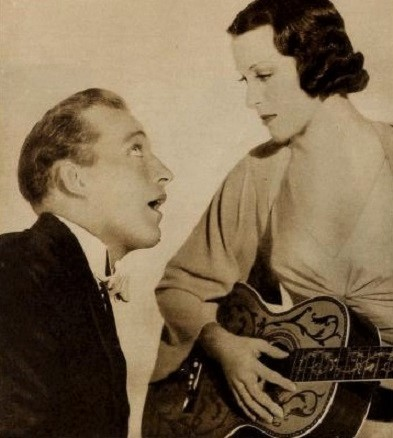
Con Bing Crosby in La granduchessa e il cameriere

- Il mistero del varietà (Murder at the Vanities), regia di Mitchell Leisen (1934)
- She Loves Me Not, regia di Elliott Nugent (1934)
- La granduchessa e il cameriere (Here Is My Heart), regia di Frank Tuttle (1934)
- Una notte all'opera (A Night at the Opera), regia di Sam Wood (1935)
- Larceny with Music, regia di Edward C. Lilley (1943)
- Ho baciato una stella (Hollywood Canteen), regia di Delmer Daves (1944)
- Radio Days, regia di Woody Allen (1987)
- 6 gradi di separazione (Six Degrees of Separation), regia di Fred Schepisi (1993)
- Prova a prendermi (Catch Me If You Can), regia di Steven Spielberg (2002) - cameo

## Teatro
- Champagne, Sec (1933)
- Al cavallino bianco (1936)
- French Without Tears (1936)
- Three Waltzes (1937)
- The Night of January 16 (1938)
- Walk With Music (1940)
- La vedova allegra  (1943)
- Design for Living (1943)
- There's Always Juliet (1944)
- The Rape of Lucretia (1948)
- The Man Who Came to Dinner (1949)
- Anniversary Waltz (1954)
- Die Fledermaus (1967)
- You Never Know (1975)
- On Your Toes (1983)
- Wit & Wisdom (2003)